# Beurre de cacahuètes
Pour les articles homonymes, voir Beurre (homonymie).

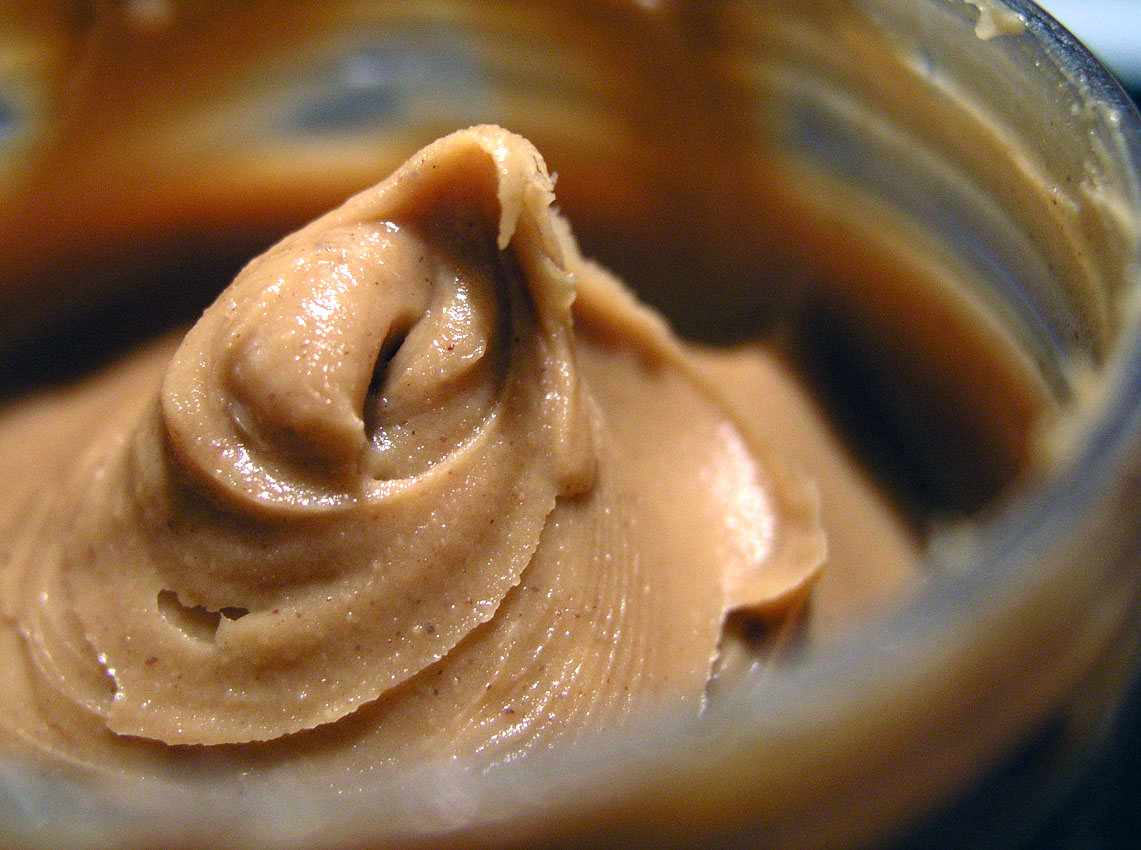
Beurre de cacahuètes dans son contenant.

Le beurre de cacahuètes ou beurre d'arachide ou pâte d'arachide est une pâte à tartiner à base de cacahuètes. Il est très consommé en Afrique, en Amérique du Nord et aux Pays-Bas, le plus grand consommateur par habitant de beurre de cacahuètes au monde où il est connu sous le nom de pindakaas (fromage de cacahuète).

## Vocabulaire
En français d'Europe et d'Afrique, il est appelé « pâte de cacahuètes » (le u se prononce ou), « pâte d'arachides », « beurre d'arachide », « beurre d'arachides » ou, avec des variantes orthographiques : « beurre de cacahuète », « cacahuètes », « cacahouète » ou « cacahouètes ».
Au Canada francophone, il est appelé « beurre d'arachides ». Dans le langage familier, on dit aussi « beurre de pinottes » ou « beurre de peanut ». Le beurre de cacahuètes est appelé peanut butter en anglais,.

## Préparation
Le beurre de cacahuètes est dit naturel lorsqu'il ne contient aucun autre ingrédient.[réf. nécessaire] À température ambiante, l'huile d'arachide se sépare de la pâte et se retrouve sur le dessus. Le consommateur mélange le plus souvent les deux parties.[réf. nécessaire] Une fois entamé, un pot de beurre d'arachide naturel se conserve un à deux mois au réfrigérateur, ou une semaine à température ambiante. Le beurre de cacahuètes se présente sous deux formes : « crémeuse  » ou « croquante », selon le degré de broyage des arachides. Une texture croquante contient plus de morceaux.

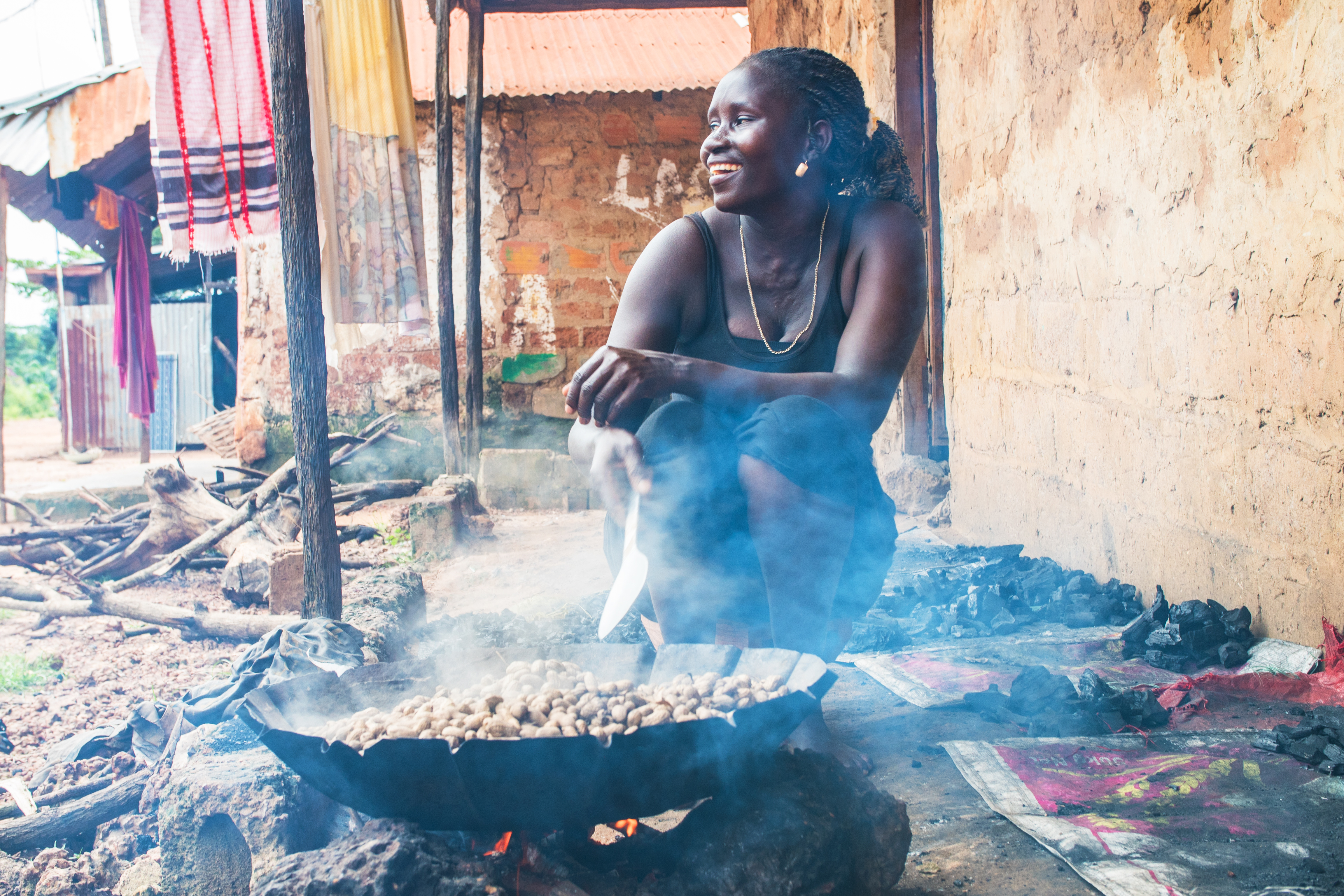
Préparation du beurre de cacahuètes en Guinée-Bissau.

Différentes recettes ont été commercialisées au fil des années. L'huile d'arachide est extraite et remplacée par d'autres huiles (palme, canola) et divers ingrédients qui permettent son homogénéisation et une conservation prolongée. Ces recettes incluent le plus souvent l'adjonction de sucre, de sel, d'arômes et de divers ingrédients destinés à restaurer les propriétés nutritives initiales du produit.

## Histoire

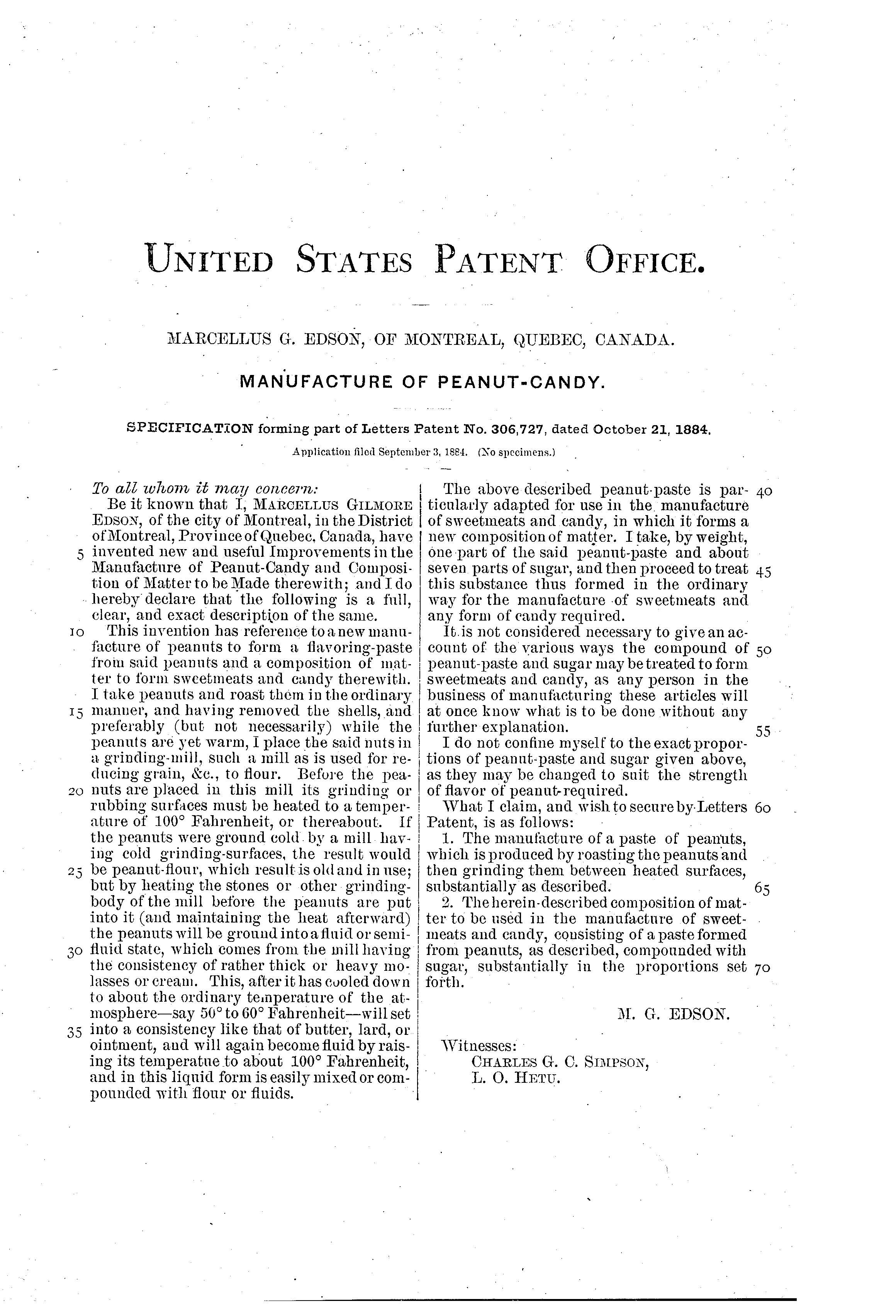
Brevet du beurre d'arachides.

### Prémices
D'abord originaires du Mexique, les arachides ont été propagées partout dans le monde en raison de leurs qualités nutritives. Plus tard, c'est aux États-Unis que cet aliment est devenu très populaire à cause de son faible coût et de sa valeur nutritive.
Dès 1820, on sait extraire l'huile et torréfier les graines pour en faire une pâte très agréable.

Toutefois, un magazine de 1933 rapporte : 

« Il est certain que les primitifs des pays chauds, les Indiens de l'Amérique et les Noirs de l'Afrique savaient fabriquer l'huile d'arachides bien des siècles avant les Européens, mais ceux-ci ont industrialisé la fabrication et fait de l'huile d'arachides une concurrente de l'huile d'olive. »

— Revue de botanique appliquée et d'agriculture coloniale : bulletin du Laboratoire d'agronomie coloniale, Laboratoire d'agronomie coloniale, 1933

### 1884: premier brevet
Le beurre de cacahuètes remonte à 1884 lorsqu'il fut breveté par un pharmacien canadien, Marcellus Gilmore Edson, originaire de la ville de Bedford (Québec). Six ans plus tard, en 1890, dans le cadre d'une expérience, un médecin américain, George A. Bayle Jr., moulut des arachides en vue d'obtenir une pâte qui servirait de substitut alimentaire riche en protéines pour les personnes n'ayant pas de bonnes dents. Vers la même période, John Harvey Kellogg à Battle Creek, dans le Michigan, créa un beurre de cacahuètes pour obtenir une source de protéines végétarienne. Son frère Will Keith Kellogg créa peu après la Sanitas Nut Company, qui commercialisa ce produit. Les frères Kellogg obtinrent en 1895 le brevet de cette invention. Toutefois, malgré leur brevet américain, ce ne sont pas les frères Kellogg qui ont inventé le beurre de cacahuètes.
Celui-ci est très consommé aux États-Unis et au Canada mais il n'a été introduit sur le marché mondial qu'en 1904. Selon le US National Peanut Board, le beurre de cacahuètes a fait sa première apparition dans le monde à l'Exposition universelle de Saint-Louis, grâce à C. H. Summer. Le produit a gagné la faveur des consommateurs, soulignant ainsi l'énorme potentiel de cette pâte à tartiner ; toutefois, il demeure très peu consommé en Europe.

### 1898: premiers procédés de fabrication
Le Prix courant (Montréal) publiait le 23 décembre 1898 :

« On vient de mettre en opération à Kokomo dans l’Indiana une manufacture de beurre d'arachides (pea-nuts). MM. Lane Brothers, de cette place, après plusieurs années d'expérimentation ont trouvé un procédé de fabrication de beurre de pea-nuts qui fait concurrence au beurre de ferme et se vend 15 ¢ la livre. Le procédé n'a rien de secret. Les noix sont écalées, puis démêlées à la main de façon à enlever les noix gâtées ou défectueuses. On les fait ensuite rôtir dans un four  rotatif et on les trie de nouveau pour enlever les noix qui ne seraient pas absolument irréprochables de qualité. On les moud ensuite dans  un moulin spécial qui les transforme en une pâte excessivement fine. L'huile naturelle contenue dans les noix donne à cette pâte l'apparence et la consistance d'un mastic, avec la différence que la masse est d'une belle couleur orange. L'addition d'une certaine quantité d'eau filtrée qui rend le produit plus maniable, termine l'opération, car on n'emploie ni sel, ni aucun autre ingrédient. Le beurre ainsi préparé ne rancit jamais, et se conserve dans  n'importe quel climat. Il est mis en boîtes de 1, 2, 5, 10, 25 et 100 livres. Ce beurre nouveau s'emploie pour les mêmes usages que le beurre ordinaire. Par l'addition d'une quantité d'eau plus forte, on en obtient une bonne crème. On peut, naturellement, lui donner la consistance du lait. »

### 1916: croyance populaire aux États-Unis
Comme l'a réfuté le National Peanut Board (en) des États-Unis, « contrairement à la croyance populaire, George Washington Carver n'a pas inventé le beurre de cacahuète ». Carver a été crédité dans le folklore populaire pour de nombreuses inventions qui ne sortent pas de son laboratoire. En 1916, Carver publie son document sur les arachides, intitulé « How to Grow the Peanut and 105 Ways of Preparing it For Human Consumption », ou « Comment cultiver l'arachide et 105 façons de le préparer pour la consommation humaine » ; mais, déjà, de nombreuses méthodes de préparation du beurre de cacahuète avaient été développées ou brevetées par divers pharmaciens et scientifiques alimentaires des États-Unis et du Canada.
Le 13 septembre est la Journée nationale du beurre de cacahuète aux États-Unis.
Dès 1911 une seule usine d'Amérique mettait sur le marché six millions de boîtes de beurre d'arachides et l'ensemble des fabricants employaient pour l'alimentation de leurs usines 350 000 hectolitres d'arachides décortiquées.
En 1917, lors de l'entrée des États-Unis dans la guerre, la fabrication de ce produit prit une extension considérable[pas clair].

### Après 1918
Dans le monde francophone, ces procédés sont connus dès la sortie de la première guerre mondiale en 1918.
En 1919, les trois usines des États-Unis en produisent 2 millions d'hectolitres.
En 1924, les usines françaises s'approvisionnent notamment au Sénégal, alors que la production mondiale d'arachide est de 600 000 tonnes.
En 1933, la fabrication de ce produit est en régression, la consommation du beurre de vache et de la margarine ayant repris son ancienne importance.
En 1944, les États-Unis utilisent 1 500 000 hectolitres de graines d'arachide pour faire du peanut butter.

## Consommation
Aux États-Unis et au Canada, le beurre de cacahuètes est un aliment de base. Selon les statistiques, 89 % des ménages américains et canadiens en consomment. De surcroît, environ le tiers de la récolte d'arachides des États-Unis sert à la fabrication de beurre de cacahuètes. Le principal producteur américain de beurre de cacahuètes est J.M. Smucker Co. L'entreprise peut produire 250 000 pots chaque jour.
Aux Philippines, le plus important fabricant de beurre de cacahuètes est Unilever Bestfoods (anciennement California Mfg. Co. Inc.). En Afrique francophone, c'est surtout la marque Dakatine qui est consommée. À La Réunion, la marque est même devenue le nom générique du beurre de cacahuètes. Au Canada, le fabricant le plus important de beurre de cacahuètes est Kraft.

## Commerce
Les principaux pays producteurs sont : la Chine (39 %), l'Inde (22 %), les États-Unis et le Nigéria avec 5 % chacun, puis le Sénégal, les Philippines et le Viêt Nam avec 1 % chacun. Les principaux exportateurs sont les États-Unis, l'Argentine, l'Inde, la Chine, le Viêt Nam et l'Afrique du Sud avec un volume exporté total d'environ 1,2 million de tonnes. Les États-Unis sont le premier exportateur mondial bien qu'ils ne produisent que 5 % du total mondial.
En Europe, les quantités consommées sont très faibles, excepté en Grande-Bretagne et aux Pays-Bas. La France est exportatrice nette de beurre de cacahuètes, mais les quantités concernées sont faibles. En 2014, 40 tonnes ont été importées et 314 tonnes exportées mensuellement.

## Dans la culture
- Livre de Michael Rubbo, Opération beurre de pinottes[22].